# Andreas Schneider (Orgelbauer, um 1646)
Andreas Schneider (* 1646 oder 1647 in Dortmund; † vor 2. März 1685 in Höxter) war ein deutscher Orgelbauer.

## Leben und Werk
Andreas Schneider heiratete 1671/1672 Margaretha Elisabeth Fincke. Am 14. September wurde der Sohn Wilhelm getauft. Der 1678 geborene Franz Conrad starb im Alter von 6 Jahren. Die Tochter Anna Catharina Gertrud wurde am 14. Januar 1681 getauft.
Schneider gilt als Schüler von Hans Henrich Bader. So weisen seine Orgelwerke „deutlich auf Badersche Vorbilder hin, auch Einzelheiten in Tonumfang, Ladenbau, Mensuration und Gestaltung der Prospektpfeifenlabien bei Schneider gehen zuverlässig auf die Bader zurück. Schneider wird 1681 vom Münsteraner Domorganisten Rabanus Wernekinck … als dessen legitimer Nachfolger bezeichnet.“ 1674–1676 arbeitete er zusammen mit Peter Henrich Varenholt an der Orgel der Soester Paulikirche. Ab 1676 ist Schneider in Höxter nachweisbar, wo er eine Werkstatt führte. 1677–1679 errichtete er für 160 Reichstaler die Orgel der Abteikirche von Marienmünster, die 1737 für 200 Reichstaler nach Gehrden verkauft wurde. 1681 erbaute Schneider die erhaltene und 1718 von Johann Matthias Naumann aus Hildesheim erweiterte Orgel der Abteikirche Corvey, die zugehörige Chororgel befindet sich heute in Amelunxen. Schneider zugeschrieben sind die Orgeln von 1678 in Godelheim und von 1683 in Wormeln.
Schneider verwendete die für den westfälischen Barock typischen Springladen. Die Gestaltung der Prospekte ist hingegen weniger westfälisch (nicht nach außen abfallend), sondern eher mitteldeutsch geprägt. Seine Neubauten zeichnen sich durch eine hohe Handwerkskunst und die künstlerisch hochwertig gestaltete Prospekte aus, die figürliche Darstellungen von Engeln Putten und dem musizierenden König David sowie reichliche Verzierungen mit Voluten, Muscheln, Akanthus, Blumen und Früchten aufweisen. Trotz der geringen Anzahl von nur vier gesicherten Orgelneubauten gilt er als bedeutendster Orgelbauer Westfalens zwischen Bader und dem berühmten Johann Patroclus Möller.

## Werkliste
Kursivschreibung gibt an, dass die Orgel nicht oder nur noch das historische Gehäuse erhalten ist. In der fünften Spalte bezeichnet die römische Zahl die Anzahl der Manuale und ein großes „P“ ein selbstständiges Pedal. Die arabische Zahl gibt die Anzahl der klingenden Register an. Die letzte Spalte bietet Angaben zum Erhaltungszustand oder zu Besonderheiten.
| Jahr      | Ort            | Kirche                              | Bild | Manuale | Register | Bemerkungen |
| --------- | -------------- | ----------------------------------- | ---- | ------- | -------- | --- |
| 1674–1676 | Soest          | Paulikirche                         |      | II/P    | 22       | nur Prospekt erhalten                                                                                                 |
| 1677–1679 | Marienmünster  | St. Jakobus d. Ä. und Christophorus |      | I/P     | 12       | 1737 durch Möller aus der Abteikirche Gehrden transferiert und erweitert                                              |
| 1678      | Godelheim      | Pfarrkirche                         |      |         |          | zugeschrieben; nur Prospekt erhalten                                                                                  |
| 1680      | Schloß Neuhaus | Schloss Neuhaus, Pfarrkirche        |      | I       | 11       | nicht gesichert |
| 1681      | Corvey         | St. Stephanus und Vitus, Hauptorgel |      | II/P    | 32       | erhalten, 1718 um ein später wieder beseitigtes Rückpositiv erweitert                                                 |
| 1681      | Corvey         | St. Stephanus und Vitus, Chororgel  |      | I/P     | 18       | Zuschreibung; wahrscheinlich 1823 aus Corvey nach St. Peter und Paul in Amelunxen transferiert; nur Prospekt erhalten |
| 1683      | Wormeln        | Klosterkirche                       |      | I/P     | 10       | zweifelhafte Zuschreibung; nur Prospekt erhalten                                                                      |